# Vouillé-les-Marais
Vouillé-les-Marais é uma comuna francesa na região administrativa da Pays de la Loire, no departamento de Vendéia. Estende-se por uma área de 9,14 km². Em 2010 a comuna tinha 758 habitantes (densidade: 82,9 hab./km²).